# Quinto Real
Il Quinto Real (in francese pays Quint, in spagnolo Quinto Real, in basco Kintoa, in occitano país Quint) 
è una parte di territorio spagnolo della Navarra (del comune di Erro) al sud del confine francese sotto amministrazione francese, dato che la Francia paga una rendita annuale alla Spagna.

Quinto Real e la ZES Monte Alduide (ES2200019)
Mancomunidad de Quinto Real nell'ambito della ZES Monte Alduide (verde chiaro); zona della ZES all'esterno del Quinto Real (verde scuro). Linea azzurra dello spartiacque
1. Baztan; 2. Erro; 3. Eugui di Esteribar; 4. Espinal di Erro; 5. Burguete; 6. Valcarlos

## Toponimo
Secondo l'archivista francese Paul Raymond (1833-1878) il toponimo deriva dal quinto (in fr. quint) che durante il Medioevo era la quinta parte del prezzo di vendita destinata al nobile, in questo caso "reale" perché trasferita da Carlo III, re di Navarra, ai baroni di Espelette

## Geografia
Il Quinto Real, è situato nei Pirenei al sud della vallée des Aldudes, al confine con i comuni Aldudes, di Urepel e di Banca.
Il territorio è esteso per sei chilometri, di cui due ricoperti da boschi e il punto più elevato è il monte Adi (1.457 m).

## Storia
Territorio per lungo tempo conteso tra i pastori francesi di Baïgorry e quelli spagnoli di Erro fino alla firma del Trattato di Bayonne il 2 dicembre 1856 tra l'imperatore dei francesi Napoleone III e la regina di Spagna Isabella II, confermato dai trattati successivi.

## Comunicazioni
Il Quinto Real è raggiungibile dalla Spagna dalla NA-138 che parte da Zubiri, a sua volta comodamente collegato a Pamplona e dalla Francia tramite la RD948 che arriva fino a Saint-Martin-d'Arrossa.

## Statuto particolare
Al giorno d'oggi lo statuto ibrido permane e la Francia si occupa del servizio postale (La Poste), EDF dell'elettricità (presente dal 1979 e il telefono dal 1983) e la Guardia Civil spagnola della sicurezza. Nel 2010 risultavano 8 abitanti che pagano le imposte fondiarie alla Spagna e le tasse sull'abitazione alla Francia, i bambini vanno studiare alla scuola francese e beneficiano delle prestazioni sociali francesi. L'amministrazione del territorio spetta al comune di Urepel e al dipartimento dei Pirenei Atlantici.
Le mandrie di vacche che l'attraversano e pascolano durante la transumanza nel Quinto Real, in provenienza dalla Francia, sono marchiati con un simbolo rosso con scritto V. E. (vallée d'Erro) "Valle di Erro".